# Nieme
Die Nieme ist ein 16,7 km langer, östlicher und orographisch rechter Nebenfluss der Weser im südniedersächsischen Landkreis Göttingen (Deutschland).

## Name
Der Fluss wird 1303 („ultra riuum … Mimede“) erstmals urkundlich erwähnt. Eine Wüstung gleichen Namens wird in einer Urkunde des 12. Jh. Miminde genannt. Schreibweisen mit einem initialen N- findet man erst etwa ab dem 17. Jahrhundert. Die Deutung des Namens ist unsicher.

## Verlauf
Der Bach entsteht auf der Ostabdachung des Bramwaldes oberhalb des Dorfs Varlosen (Ortsteil von Niemetal) durch den Zusammenfluss der drei Quellbäche Wesperke, Buirke und Valenke. Deren Quellen befinden sich nordöstlich der Gemeinde Bühren; etwas südwestlich von Bühren liegt der Ursprung der Schede, ein weiterer bzw. etwas südlicherer Wesernebenfluss.
Die ausschließlich im Naturpark Münden verlaufende Nieme fließt – ohne Bühren zu durchfließen – anfangs östlich des Bramwalds in nordöstlicher Richtung nach Varlosen (Ortsteil von Niemetal), um das Dorf ostwärts zu durchfließen. Danach mündet die von Westen von Ellershausen (Ortsteil von Niemetal) kommende Vöhre ein. Die Nieme verläuft weiter an Imbsen (Ortsteil von Niemetal) vorbei, wonach sie nach Westen abknickt und durch Löwenhagen (Ortsteil von Niemetal) fließt. Danach durchschneidet sie etwa nach Nordwesten fließend den Bramwald, wobei sie das südlich gelegene Naturschutzgebiet Totenberg tangiert.
Schließlich erreicht die Nieme Bursfelde (nördlichster Stadtteil von Hann. Münden), wo sie wenige hundert Meter nach dem Unterqueren der Landesstraße 561, welche Bursfelde im Süden mit Oedelsheim (Ortsteil der nordhessischen Gemeinde Wesertal) im Norden miteinander verbindet, in die zur Nordsee fließende Weser mündet, die hier einen Abschnitt der hessisch-niedersächsischen Grenze bildet. Aufgrund eines Projektes zur Renaturierung hält die Niememündung hier in etwa wieder den Verlauf ein, der vor rund 200 Jahren bestanden hat.
Der am Westrand des Bramwalds gelegenen Einmündung der Nieme gegenüber und damit am anderen bzw. westlichen Weserufer befindet sich die Ostabdachung des hessischen Reinhardswalds.

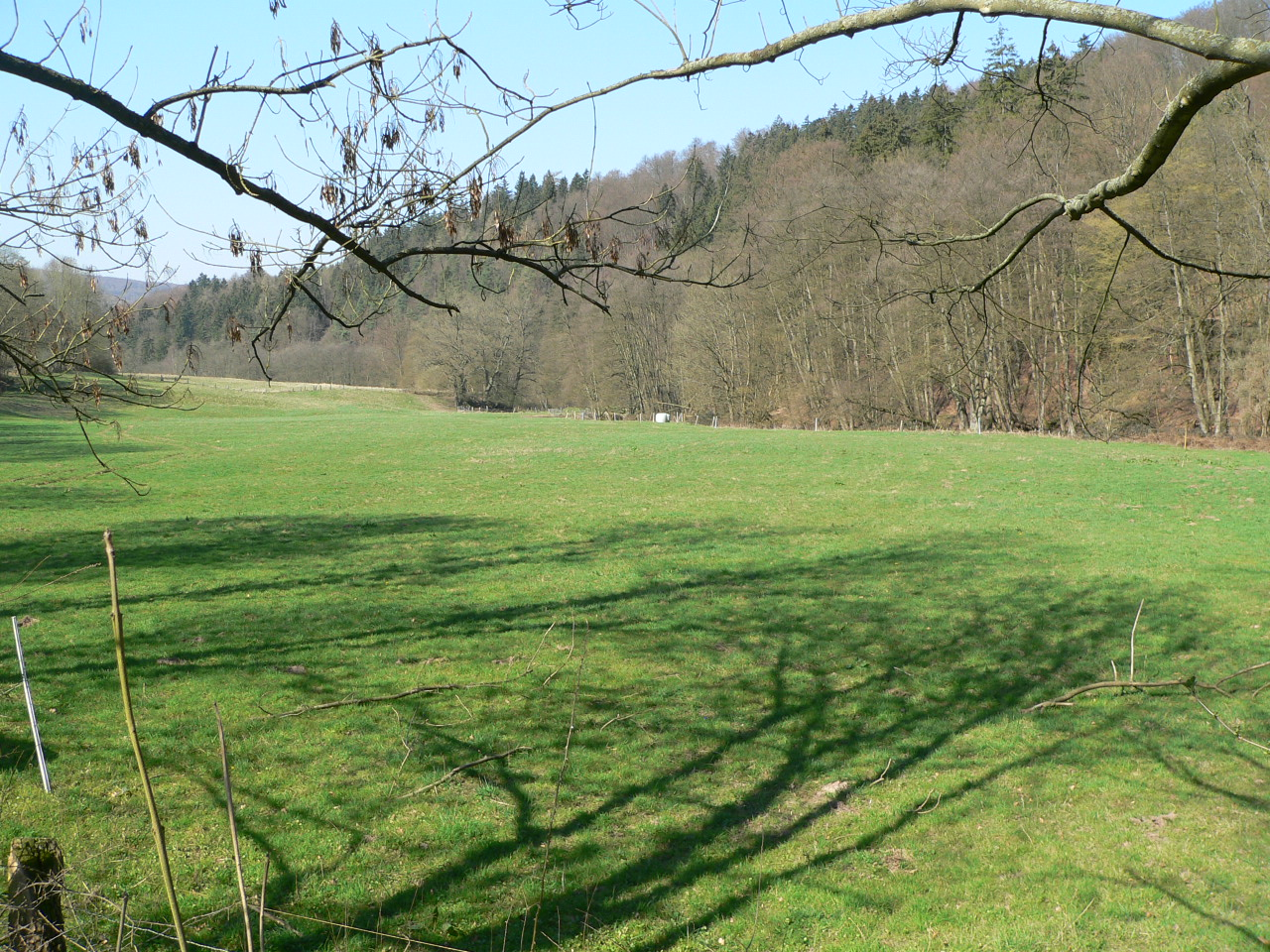
Tal der Nieme vor Bursfelde
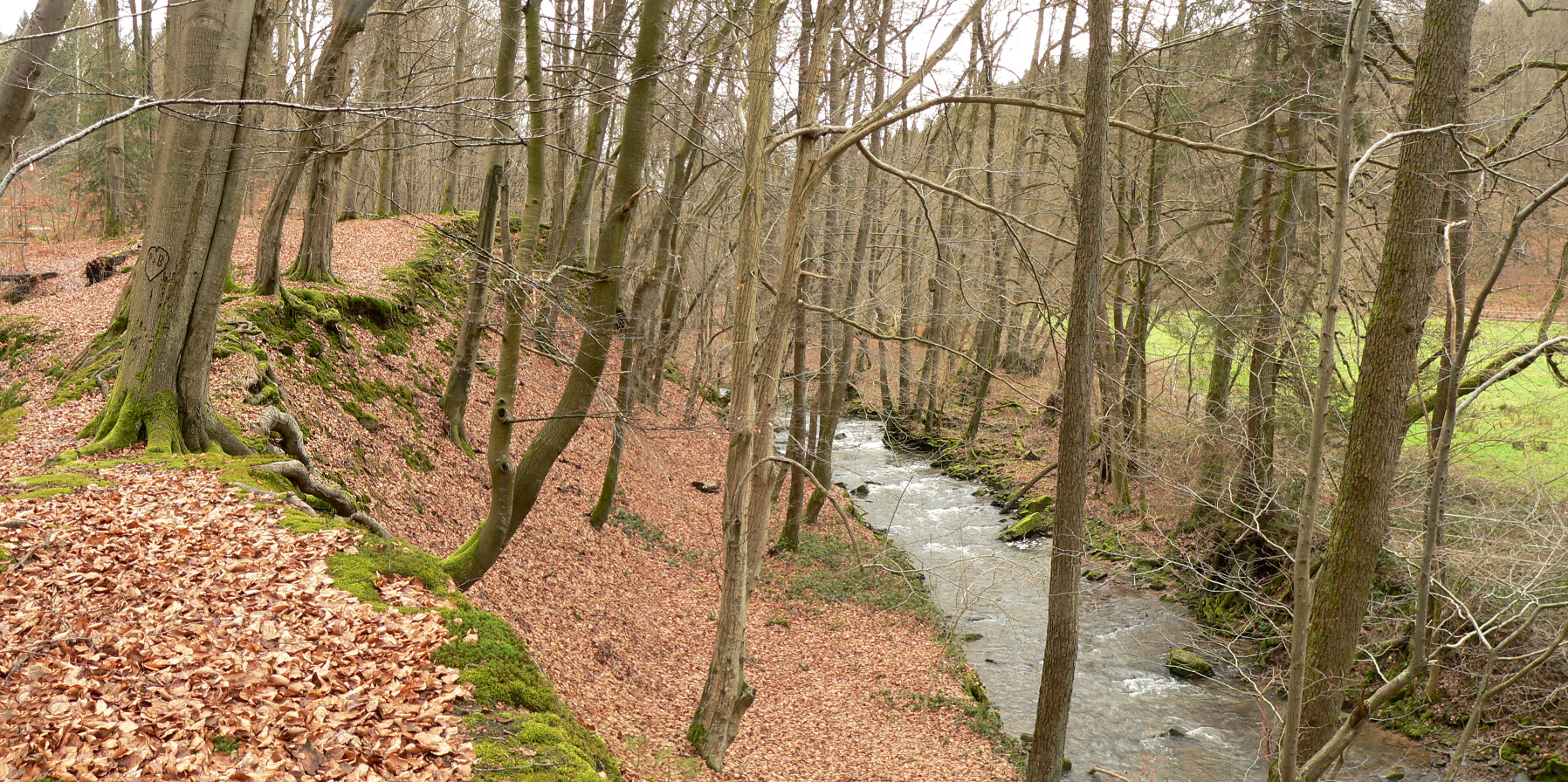
Nieme und Wiese
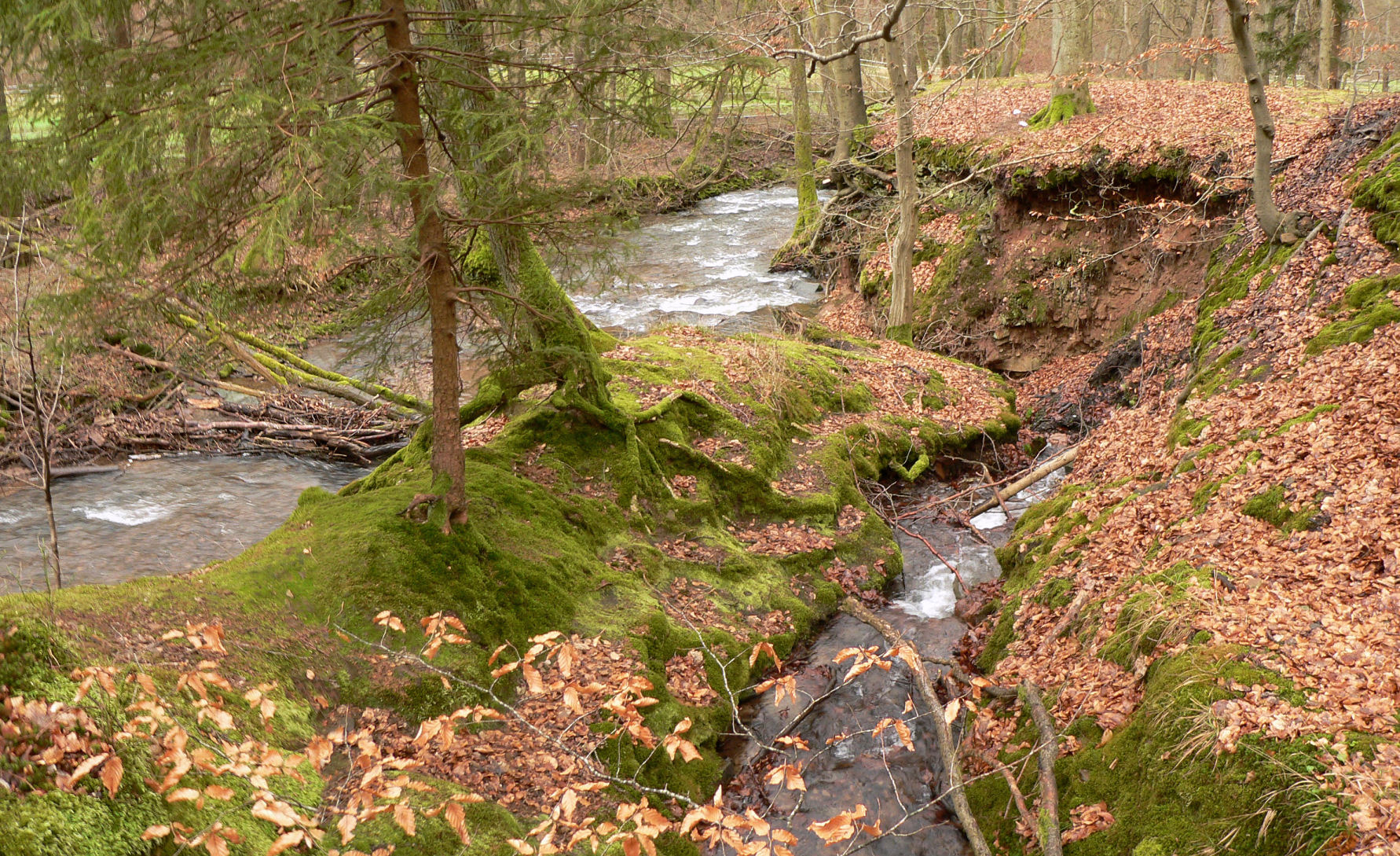
Mündung der Quarmke in die Nieme

## Historische Kulturlandschaft
Die Nieme gehört im Talabschnitt von Löwenhagen bis zur Einmündung in die Weser zur 5 km² großen historischen Kulturlandschaft Niemetal mit Kloster Bursfelde, die von landesweiter Bedeutung ist. Diese Zuordnung zu den Kulturlandschaften in Niedersachsen hat der Niedersächsische Landesbetrieb für Wasserwirtschaft, Küsten- und Naturschutz (NLWKN) 2018 getroffen. Ein besonderer, rechtlich verbindlicher Schutzstatus ist mit der Klassifizierung nicht verbunden.

## Einzugsgebiet und Zuflüsse
Das Einzugsgebiet der Nieme ist 40,41 km² groß. Zu ihren Zuflüssen gehören (flussabwärts betrachtet):
| - Buirke - Valenke - Wesperke - Vöhre | - Kuhgraben - Krummeke - Nordbach - Quarmke | - Steimke - Rehbach - Habichtsbach |